# 数学ボックス
『数学ボックス』（すうがくボックス）は、NHK教育テレビジョンで1993年4月5日から1995年3月17日まで放送されていた中学生向けの学校放送（教科：数学）番組。

## 概要
公式や数・図形の性質を、CGやアニメーションを使って解説していた。

## 放送時間
いずれも日本標準時。
| 期間                         | 放送時間                      |
| ---------------------------- | ----------------------------- |
| 1992年4月6日 - 1994年3月18日 | 月曜日 - 金曜日 12:55 - 13:00 |
| 1994年4月4日 - 1995年3月17日 | 月曜日 - 金曜日 12:15 - 12:20 |

## 出演者
- 沢村翔一